# Fabrizio Serra
Fabrizio Serra (Pisa, 3 luglio 1953) è un editore italiano.

## Biografia
Nato a Pisa il 3 luglio 1953, appartiene a una famiglia di origini piemontesi ed è cittadino italiano e svizzero.
Dopo il liceo classico, si è laureato con il massimo dei voti in lettere classiche e in storia dell’arte presso l'Università di Pisa e ha insegnato Composizione della stampa e Storia dell'editoria e della tipografia al Politecnico di Torino e all'Università di Pisa.
È il fondatore, direttore editoriale e presidente della  Fabrizio Serra editore, omonima e principale casa editrice italiana di riviste accademiche in ambito umanistico, con sedi operative a Pisa, a Roma e a Agnano Pisano, dove si trovano anche i magazzini e la propria stamperia, la Tipografia di Agnano. È attivo nel campo editoriale da oltre cinquanta anni, continuando una tradizione familiare che risale al 1928, anno nel quale suo nonno, il Commendatore Umberto Giardini, fondò la Giardini editori e stampatori in Pisa.
Attualmente la sua casa editrice pubblica più di trecento novità all'anno, suddivise fra le oltre centocinquanta autorevoli riviste internazionali di ricerca erudita, comprese quelle edite anche con il proprio marchio Istituti editoriali e poligrafici internazionali, tutte disponibili in formato cartaceo e elettronico, e le oltre centottanta collane accademiche, comprese quelle pubblicate anche con i propri marchi Accademia editoriale, Edizioni dell'Ateneo, Giardini editori e stampatori in Pisa, Gruppo editoriale internazionale e Istituti editoriali e poligrafici internazionali. Tra le riviste pubblicate dalla sua casa editrice figurano «Materiali e discussioni per l'analisi dei testi classici» (fondata e diretta da Gian Biagio Conte), «Esperienze Letterarie», «Archivio di filosofia», «Acta philosophica», «La lingua italiana. Storia, strutture, testi».
Ha scritto il volume Regole editoriali, tipografiche e redazionali. Il volume contiene due importanti contributi di Alessandro Olschki e di Martino Mardersteig, che inquadrano l'attività di Fabrizio Serra nella tradizione professionale e storica dell'editoria. Il libro riporta anche le preziose Regole di composizione di Jan Tschichold.
È Commendatore dell'Ordine al merito della Repubblica Italiana.